# You're All I Have
You're All I Have è un singolo del gruppo musicale scozzese Snow Patrol, pubblicato nel 2006 ed estratto dall'album Eyes Open.

## Tracce
- Maxi Singolo/CD

1. You're All I Have – 4:32
2. The Only Noise – 2:53
3. Perfect Little Secret – 4:41
4. You're All I Have (Video)

- CD Singolo

1. You're All I Have (Live from Koko) – 4:51
2. Run (Live from Koko) – 5:48

- 7"

1. You're All I Have – 4:32
2. You're All I Have (Minotaur Shock Remix) – 6.14